# Léon-Louis Borrelli de Serres
Léon-Louis Borrelli de Serres est un militaire et érudit français, né à Mende le 8 octobre 1836, et mort à Paris le 8 juin 1913.

## Biographie
Léon-Louis Borrelli de Serres est le fils d'André-Jules Borrelli de Serres (1804-1873), banquier et maire de Mende, et de Léonie-Louise Vallin (1815-1853), fille de Louis Vallin.
Il a été successivement, élève de l'école spéciale de militaire le 7 novembre 1855, sergent en 1856, puis, au 50e régiment d'infanterie de ligne, sous-lieutenant en 1er octobre 1857, lieutenant en 1861, capitaine en 1867, , ensuite au 69e régiment d'infanterie de ligne, capitaine en 1871, major au 55e régiment d'infanterie de ligne en 1875, chef de bataillon au 142e régiment d'infanterie de ligne le 2 mai 1876.
Il a fait la campagne d'Italie du 5 juillet 1859 jusqu'au 1er septembre 1859, puis la guerre franco-allemande de 1870 du 21 juillet 1870 au 17 mars 1871 pendant laquelle il a été prisonnier de guerre à partir du 2 septembre 1870. Le 69e régiment d'infanterie a participe à la semaine sanglante.
Il est nommé attaché militaire à l'ambassade de France en Allemagne le 15 mai 1876 puis en Belgique.
Il doit quitter l'armée à la suite d'un grave accident de cheval. Il se consacre alors à l'histoire administrative de la France au Moyen Âge.
Il est membre de la Société de l'histoire de France et de la Société de l'histoire de Paris et de l'Île-de-France dont il a fait partie du conseil d'administration.
Il est décédé le 8 juin 1913 20 rue du Boccador, le 8ème arrondissement de Paris. Il est inhumé le 3 juillet 1913 au cimetière du Père-Lachaise. Il y est inhumé avec Martin Garat (1748-1830), premier gouverneur de la Banque de France, et le vicomte Louis Vallin (1770-1854), son gendre et le beau-père de Léon-Louis Borrelli de Serres.

## Distinctions
- Chevalier de la Légion d'honneur, le 20 août 1870,
- Officier de la Légion d'honneur, le 30 juillet 1878[6].
- Officier de l'Instruction publique.
- Commandeur de l'ordre de la couronne de Prusse.
- Commandeur de l'ordre de Léopold de Belgique[7].

## Publications
- Instruction de l'infanterie dans le service en campagne, Paris, Ch. Tanera éditeur, coll. « Publication de la réunion des officiers », 1873 (lire en ligne)
- Recherches sur divers services publics du XIIIe au XVIIe siècle : Notices relatives au XIIIe siècle, t. 1, Paris, Alphonse Picard et fils éditeurs, 1895 (lire en ligne)
- Recherches sur divers services publics du XIIIe au XVIIe siècle : Notices relatives au XIVe siècle, t. 2, Paris, Alphonse Picard et fils éditeurs, 1904 (lire en ligne), compte-rendu par Henri Moranvillé, « Colonel Borrelli de Serres. Recherches sur divers services publics du XIIIe au XVIIe siècle. T. II : Notices relatives au XIVe siècle. 1 : la Comptabilité publique au XIVe siècle jusqu' au règne de Philippe VI. 2 : la Politique monétaire de Philippe le Bel », Bibliothèque de l'École des chartes, t. 65,‎ 1904, p. 586-591 (lire en ligne)
- Recherches sur divers services publics du XIIIe au XVIIe siècle : Notices relatives au XIVe et XVe siècles, t. 3, Paris, Alphonse Picard et fils éditeurs, 1909
- La Réunion des provinces septentrionales à la Couronne par Philippe-Auguste : Amiénois, Artois, Vermandois, Valois, Paris, Picard et fils, 1899, compte-rendu par Charles Petit-Dutaillis, « Borrelli de Serres, La Réunion des provinces septentrionales à la Couronne par Philippe-Auguste : Amiénois, Artois, Vermandois, Valois », Bibliothèque de l'École des chartes, t. 60,‎ 1899, p. 512-513 (lire en ligne)
- « Compte d'une mission de prédication pour secours à la Terre sainte (1265) », Mémoires de la Société de l'histoire de Paris et de l'Ile-de-France, t. 30,‎ 1903, p. 243-280 (lire en ligne)
- « Livre de dépenses d'un dignitaire de l'église de Paris en 1248 (fragment) », Mémoires de la Société de l'histoire de Paris et de l'Ile-de-France, t. 31,‎ 1904, p. 93-118 (lire en ligne)
- « Agrandissement du Palais de la Cité sous Philippe-le-Bel », Mémoires de la Société de l'histoire de Paris et de l'Ile-de-France, t. XXXVIII,‎ 1911, p. 1-106 (lire en ligne)
- La Date du décès d'Élisabeth, comtesse de Flandre. Le commencement de l'année dans les Pays-Bas au moyen-âge, Paris, Alphonse Picard éditeur, 1914